# Alliku (Alutaguse)
Koordinaten: 59° 4′ N, 27° 18′ O
Alliku ist ein Dorf (estnisch küla) in der Landgemeinde Alutaguse (bis 2017 Iisaku). Es liegt im Kreis Ida-Viru (Ost-Wierland) im Nordosten Estlands.
Das Dorf hat 38 Einwohner (Stand 16. Oktober 2010). Es liegt südlich des Hauptorts Iisaku.